# Roger Allen III
Pour les articles homonymes, voir Allen.
(en) Statistiques sur pro-football-reference
Roger Allen III est un offensive guard de football américain pour les Carolina Panthers dans la National Football League. Il a joué au football depuis le collège dans le Missouri

## Université
Roger Allen III est allé à Raytown High School à Raytown, Missouri.

## St. Louis Rams
Le 27 avril 2009, Allen a signé chez les St. Louis Rams. Son contrat était de trois ans: 1M 200K $ Avec une prime à la signature de 20K $. Il a été séparé des Rams au cours de sa première année avec l'équipe.